# هنتر لوفينز

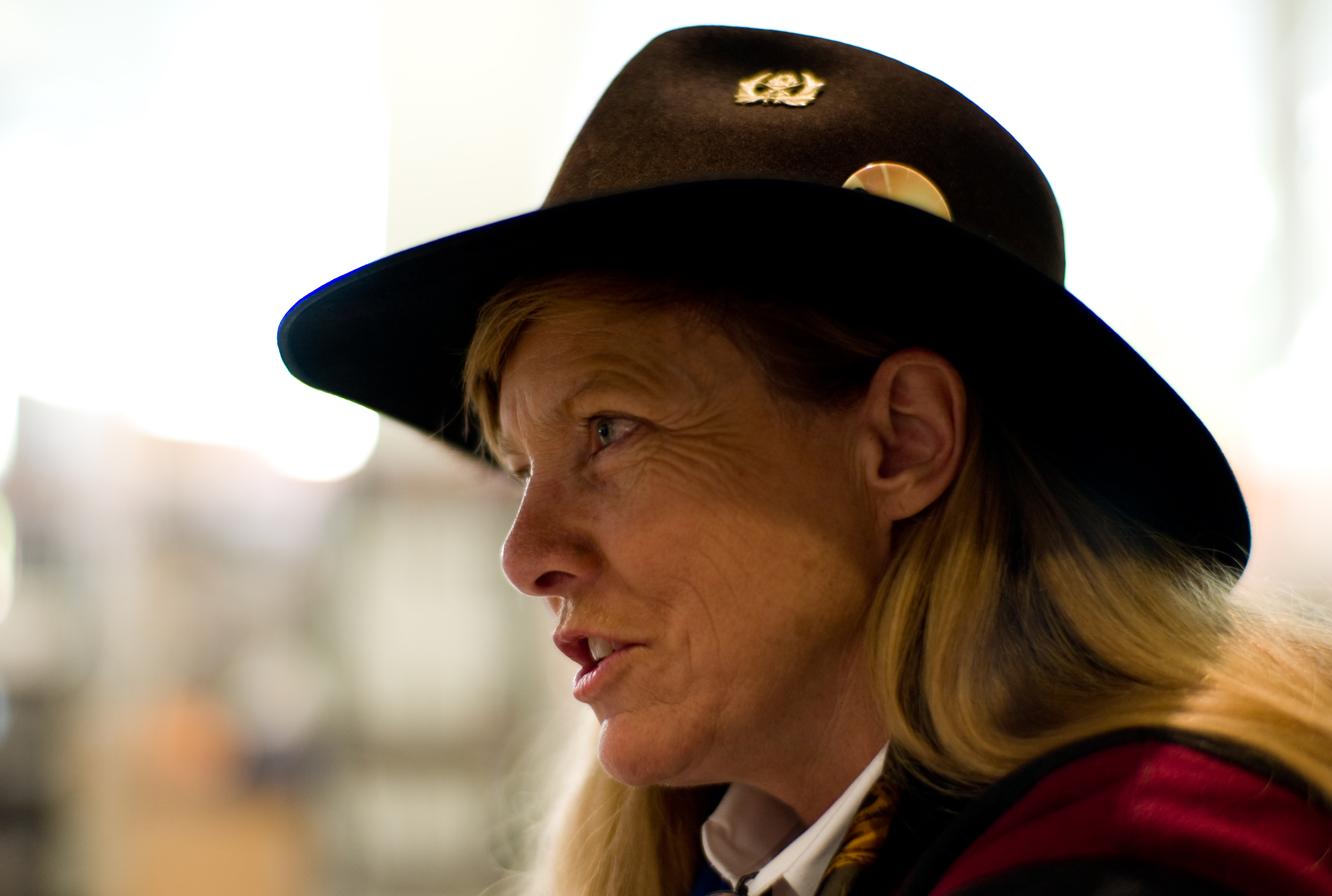
هنتر لوفينز 2007

هنتر لوفينز (بالإنجليزية:Hunter Lovins، ولدت في ميدلبري، فيرمونت، 26 فبراير 1950)  هي ناشطة بيئية وكاتبة أمريكية وتدعم التنمية المستدامة، شاركت في تأسيس معهد روكي ماونتن، وهي رئيسة منظمة حلول الرأسمالية الطبيعية الغير ربحية.

## التعليم والوظيفة
حصلت لوفينز على شهادة البكالوريوس في علم الاجتماع والعلوم السياسية من كلية بيتزر في عام 1972، وشهادة دكتوراة في الحقوق من كلية لويولا للحقوق في عام 1975. 
مارست المحاماة (عضوة في نقابة المحامين في ولاية كاليفورنيا)، ساهمت بتأسيس مجموعة تهتم بالغابات الحضرية والثقافة البيئية ومشروع كاليفورنيا للمحافظة على البيئة (محبي الأشجار)،  وشغلت منصب نائبة مدير لمدة ست سنوات تقريبًا. كما عملت كمستشارة سياسية لأصدقاء الأرض تحت قيادة ديفيد بروير.
في عام 1982، ساهمت هنتر لوفينز وأموري لوفينز في تأسيس معهد روكي ماونتن في سنوماس، كولورادو. قامتا بالبداية بإدارة مؤسسة الأبحاث خارج منازلهم، وأشاروا إليها أنها «مؤسسة فكرية وفعلية». عملت هنتر لوفينز كرئيسة تنفيذية لشركة RMI حتى عام 2002.
عملت لوفينز كمدرّسة في عدة جامعات منها كلية دارتموث، حيث كانت أستاذة زائرة لهنري آر لوس، وجامعة بينشوت التابعة لمعهد بينبريدج للدراسات العلي، والتي أصبحت مدرسة بريزيديو للدراسات العليا في عام 2016. 
في عام 2013، عملت هنتر كمرشدة لـ «الخارج عن المعقول في البحر»، وهو مسرّع للأعمال التكنولوجية لأصحاب المشاريع الاجتماعية الذين يسعون إلى توسيع نطاق مشاريعهم في الأسواق الدولية، وقد أسسته مجموعة «خارج عن المعقول»، فصلٌ في البحر، ومعهد هاسو بلاتنر للتصميم التابع ل جامعة ستانفورد.
هنتر لوفينز هي أستاذة مؤسسة لماجستير إدارة الأعمال في مجال الاستدامة في كلية بارد،
حيث تعمل كعضو في الهيئة التدريسية.
خاطبت لوفينز التجمعات الكبرى مثل المنتدى الاقتصادي العالمي، والكونجرس الأمريكي، والقمة العالمية للتنمية المستدامة.  كما قدمت استشارات لمجموعات من المواطنين والحكومات والشركات.

## الجوائز والتقدير
حصلت هانتر وأموري لوفينز على جائزة ميتشل في عام 1982 لورقتهما البحثية، «المرافق الكهربائية: مفتاح الاستفادة من تحول الطاقة». في عام 1983، حصلت هي وأموري لوفينز على جائزة الحياة الصحيحة «لريادة مسارات الطاقة اللينة للأمن العالمي».
حصلت لوفينز على جائزة نيسان عام 1993 عن مقال عن الهايبر كار. كرمتها مؤسسة ليندبيرغ بجائزة ليندبيرغ ل «الإنجازات البارزة في مجال الطاقة والممارسات البيئية والسياسات» لعام 1999. وحصلت لوفينز على جائزة الريادة في الأعمال في مؤتمر الأعمال الطبيعية في يونيو 2001 لعملها في صناعة أنماط الحياة الصحية والاستدامة.
تلقّت جائزة تقدير من مجلس إدارة جمعية خريجي كلية لويولا للحقوق، في العام التالي، تم تكريم لوفينز ومؤلفون الرأسمالية الطبيعية المشاركون معها بجائزة شينغو للتفوق التشغيلي لأبحاث التصنيع. في عام 2005 حصلت على جائزة الخريجين المتميزين من كلية بيتزر.

## الحياة الشخصية
في عام 1979، تزوجت هانتر من أموري لوفينز. انفصلت عنه عام 1989 وحصلا على الطلاق عام 1999.